# トマス・キャンピオン
トマス・キャンピオンまたはトーマス・カンピオン（Thomas Campion, 1567年2月12日 ロンドン – 1620年3月1日）はイングランド・ルネサンス音楽の作曲家・詩人・内科医・殺人者。ジョン・ダウランドと並び称されたリュート歌曲の作詞家・作曲家であった。
ケンブリッジ大学ピーターハウス校に学ぶが、学位を取得せずに中退し、1586年にグレイズ・インで法学を学ぶも、出廷経験のないまま1595年に卒業する。1605年2月10日にカーン大学で医学の学位を取得する。
1591年に詩人として最初の詩集を出版。1613年の「挽歌（ヘンリー王太子の早世を悼んで） Songs of Mourning: Bewailing the Untimely Death of Prince Henry 」は、ジョン・コプラリオによって曲付けされた。数多くの詩集のほかに、詩学論『英語詩芸術論 Observations in the Art of English Poesie 』（1602年）も上梓し、詩作における韻律の実践について論評している。
キャンピオンは100曲以上のリュート歌曲を（フィリップ・ロセターと共作で）作曲した。これらは、1601年の《エアー集 Books of Airs 》において出版されたほか、さらに1610年代の4冊の曲集でも発表された。1607年に上演された《ヘイズ卿と花嫁を祝する仮面劇 The Lord Hay's Masque 》などのマスクも多数発表しており、《サマセットの仮面劇 Somerset Masque 》は1613年に初演された。リュート歌曲の多くは《淑女たちには用はない "I care not for these ladies" 》などの抒情詩に曲付けされたものが多いが、一方で中には、《美しい人よ、貴女がそんなに欲しがるのなら "Beauty, since you so much desire" 》のような卑猥な歌詞を持つものも見られる。1615年に出版された音楽理論書『4声体対位法の新たな方法 A New Way of Making Fowre Parts in Counterpoint By a Most Familiar and Infallible Rule 』は、1660年になっても版を重ねるほど評価が高かった。
キャンピオンは、1613年9月のトマス・オーヴァーベリー卿の暗殺に連坐したが、嫌々ながら判事を買収したことが明らかにされているように、結局は無罪放免を勝ちとった。
腺チフスのためにロンドンで逝去。